# ボン・ボヤージ
『ボン・ボヤージ』は、1987年12月25日に発売された桂銀淑の3枚目のシングルである。発売元は東芝EMI。

## 解説
- NHK歌番組『NHK歌謡ステージ』のオリジナル歌謡曲として発売されたが、前作「すずめの涙」がヒット中だったため、この曲のプロモーションは同番組以外では行われなかった。
- コンサートやディナーショーでこの曲が選曲されることもほとんどない。

## 収録曲
1. ボン・ボヤージ
  - 作詞: 浜圭介、作曲: 浜圭介、編曲: 高田弘
2. 星おんな
  - 作詞: FUMIKO、作曲: 浜圭介、編曲: 桜庭伸幸